# Stanisław Czartoryski
Stanisław Jan Andrzej Maria Czartoryski (ur. 8 czerwca 1939 w Konarzewie, zm. 21 stycznia 2021 w Warszawie) – polski prawnik, dyplomata i przedsiębiorca.

## Rodzina
Syn Romana Jacka Czartoryskiego (ostatniego właściciela majątku Konarzewo) oraz Teresy Zamoyskiej. Był trzykrotnie żonaty; jego dziećmi (z drugiego małżeństwa z Ewą Minkowską) są Anna Maria i Michał Roman.

## Wykształcenie, praca
W latach 1958–1963 studiował prawo na Uniwersytecie Poznańskim. Zdobył tytuł magistra prawa. W latach 1963–1965 odbył pomagisterskie studia w London School of Economics. 
W latach 1965–1990 prowadził własny zakład ogrodniczy w Warszawie.
Od przemian ustrojowych działacz polskiej dyplomacji oraz życia społecznego. W latach 1990–1996 pełnił funkcję radcy–ministra w Ambasadzie RP w Holandii. Od 1 grudnia 1996 do 31 marca 2001 pełnił funkcję Ambasadora RP w Norwegii, do 25 kwietnia 2001 akredytowanego także w Islandii. Od 2001 był radcą ministrem w Ministerstwie Spraw Zagranicznych. 
Od 2013 był współwłaścicielem zespołu pałacowo-parkowego w Konarzewie.

## Działalność społeczna
W latach 1980–1990 był działaczem NSZZ „Solidarność” RI, a także Prymasowskiego Komitetu Pomocy Osobom Pozbawionym Wolności, oraz organizatorem pomocy dla osób internowanych w czasie stanu wojennego. W 2006 był jednym z założycieli Stowarzyszenia Potomków Sejmu Wielkiego; od 2008 pełnił funkcję kanclerza Senatu SPSW. Był członkiem Polskiego Związku Łowieckiego.
Pochowany na cmentarzu ewangelicko-augsburskim w Warszawie (aleja 29, grób 12a).